# Knightwick
Knightwick est une ville et une paroisse civile du Worcestershire, en Angleterre.